# Terjengős redősgomba
A terjengős redősgomba (Ceraceomyces serpens) a Amylocorticiaceae családba tartozó, Eurázsiában és Észak-Amerikában honos, fenyők korhadó ágain, törzsén élő, nem ehető gombafaj.

## Megjelenése

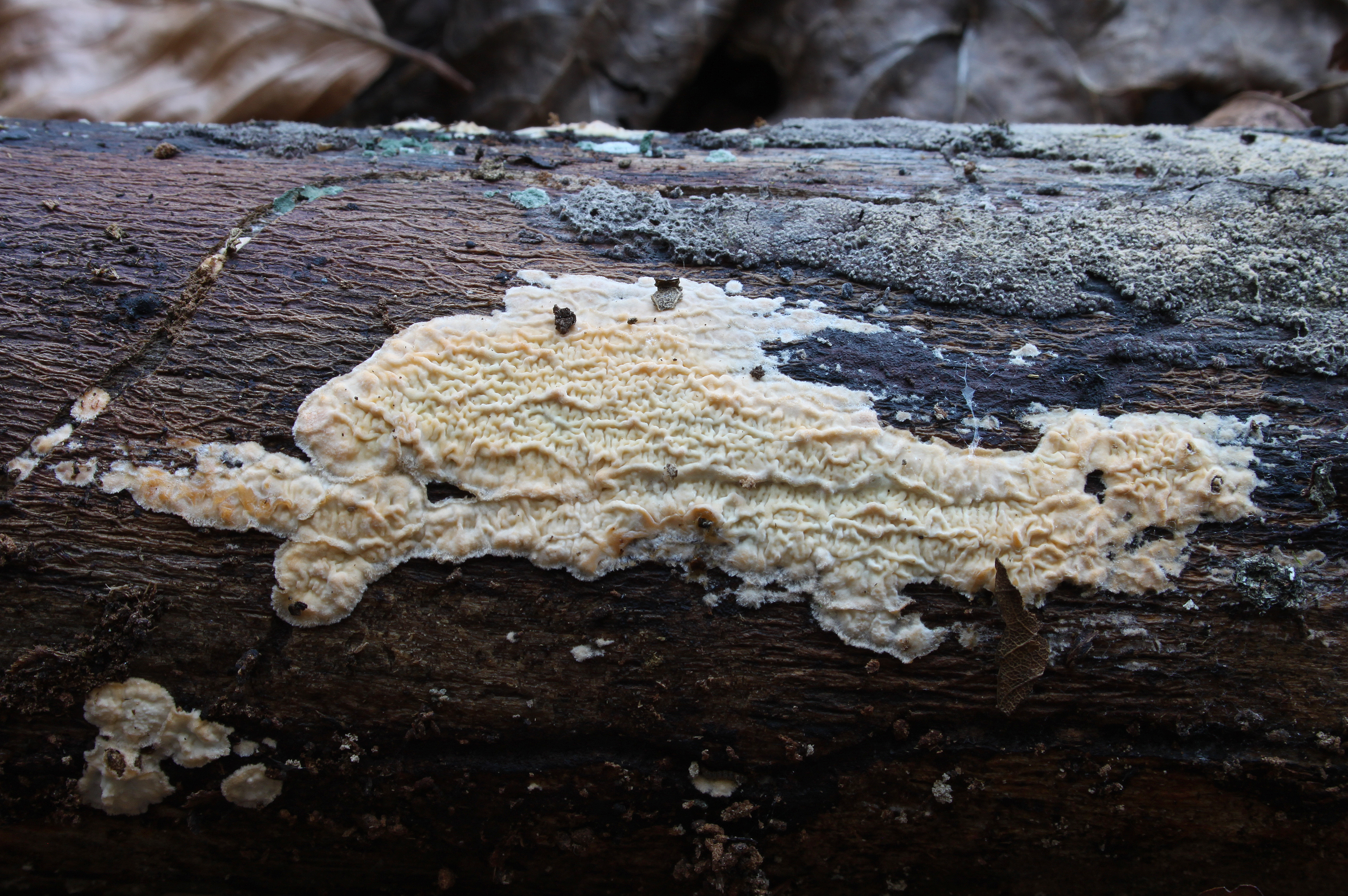

A terjengős redősgomba termőteste 2-15 (25) cm nagyságú, az aljzaton szabálytalan alakú lapos, kb. 0,5 mm vastag bevonatot képez. Színe eleinte fehéres majd krémes-okkeresre vagy mézbarnára sötétedik, széle fehér marad. Felszíne eleinte sima, majd ráncossá, redőssé válik, a kiemelkedések labirintusszerűen kapcsolódnak.   
Húsa vékony, puha, színe fehéres, sárgás vagy rózsaszínes-sárgás. Szaga és íze nem jellegzetes. 
Spórapora fehér vagy halványsárgás. Spórája hengeres vagy ellipszis alakú, mérete 3,3-4,8 x 1,7-2,9 µm. 

### Hasonló fajok
A vörösödő kéreggomba, a puha kéreggomba, a sárgásbarna foltgomba, a szétterülő kéregtapló hasonlíthat hozzá. 

## Elterjedése és termőhelye
Eurázsiában és Észak-Amerikában honos.
Fenyők, ritkán lombos fák korhadó ágain, törzsén található meg. Tavasztól késő őszig terem.  
Nem ehető. 